# عثة القيقب المتوردة

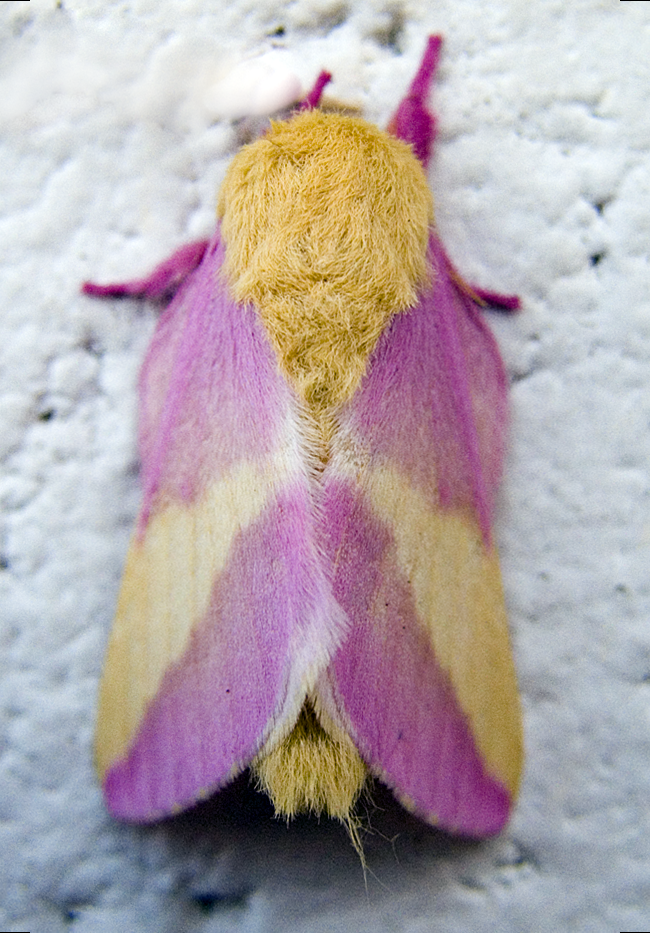
روزي عثة القيقب (Rosy Maple Moth)

عثة درايوكامبا روبيكوندا أو دودة الإسفندان ذو الخطوط الخضراء (بالإنكليزي: عثة درايوكامبا روبيكوندا) أو تسمى شيوعاً «روزي عثةُ القيقب» هي عثة من عائلة عث زحل (بالإنكليزي Saturniidae).
عرض الأجنحة لدى الذكور يقارب 1.25-1.75 إنش، في حين أنه لدى الإناث أكبر قليلاً، حيث يقارب 1.5-2 إنش. الحشرات البالغة تحظى بمظهر جميل، حيث أن الأرجل وقرون الاستشعار لديها لون وردي مائل للأحمر، الأجنحة الأمامية وجسم الحشرة لونه أصفر، أما الأجنحة الأمامية فهي بلون وردي في وسطها حزام مثلثي الشكل ذو لون أصفر. الذكور لديها قرون استشعار أكثر كثافة بالمقارنة مع تلك التي لدى الإناث؛ ذلك سببه أن قرون الاستشعار تلعب دوراً هاماً لدى الذكور في التقاط الفيرمونات التي تطلقها الإناث في فترة التزاوج. كما هو واضح من اسمها، تتغذى يرقات روزي عثة القيقب على أشجار القيقب، أو بالأخص أشجار القيقب الأحمر، الفضي أو القيقب السكري. على كل حال، عند الحشرات البالغة، كما جميع عثات زحل، لا تتغذى هذه الحشرات، تبقى على قيد الحياة بعد وصولها لمرحلة البلوغ لمدة تقارب الأسبوع يكون هدفها الأساسي خلال هذه الفترة هو التزاوج والتكاثر، ومن ثم تموت هذه الحشرات.